# 2005년 MTV 무비 어워드
제14회 MTV 무비 & TV 어워드는 2005년 5월 4일에 열린 시상식이다.

## 수상 및 후보

### 최고의 영화상
- 나폴레옹 다이너마이트 - 자레드 헤스 수상
- 킬 빌 - 2부 - 쿠엔틴 타란티노
- 스파이더맨 2 - 샘 레이미
- 레이 - 테일러 핵포드
- 인크레더블 - 브래드 버드

### 최고의 남자배우상
- 에비에이터 - 레오나르도 디카프리오 수상
- 레이 - 제이미 폭스
- Mr. 히치 - 당신을 위한 데이트 코치 - 윌 스미스
- 트로이 - 브래드 피트
- 본 슈프리머시 - 맷 데이먼

### 최고의 여자배우상
- 퀸카로 살아남는 법 - 린제이 로한 수상
- 킬 빌 - 2부 - 우마 서먼
- 밀리언 달러 베이비 - 힐러리 스웽크
- 노트북 - 레이첼 맥아담스
- 가든 스테이트 - 나탈리 포트만

### 남우신인상
- 나폴레옹 다이너마이트 - 존 헤저 수상
- 프라이데이 나잇 라이트 - 팀 맥그로
- 가든 스테이트 - 잭 브라프
- 네버랜드를 찾아서 - 프레디 하이모어
- 다이어리 오브 매드 블랙 우먼 - 타일러 페리

### 여우신인상
- 퀸카로 살아남는 법 - 레이첼 맥아담스 수상
- 코치 카터 - 아샨티
- 내겐 너무 아찔한 그녀 - 엘리샤 커스버트
- 빌리지 - 브라이스 달라스 하워드
- 투모로우 - 에미 로섬

### 최고의 키스상
- 노트북 - 레이첼 맥아담스 & 라이언 고슬링 수상
- 가든 스테이트 - 나탈리 포트먼 & 자크 브레프
- 월드 오브 투모로우 - 기네스 펠트로우 & 주드 로
- 엘렉트라 - 제니퍼 가너 & 나타시아 맬데
- 내겐 너무 아찔한 그녀 - 알리샤 커스버트 & 에밀 허쉬

### 최고의 싸움상
- 킬 빌 - 2부 - 우마 서먼 & 다릴 해나 수상
- 앵커맨 - 뉴스팀의 싸움
- 트로이 - 브래드 피트 & 에릭 바나
- 연인 - 장쯔이

### 최고의 악당상
- 피구의 제왕 - 벤 스틸러 수상
- 콜래트럴 - 톰 크루즈
- 퀸카로 살아남는 법 - 레이첼 맥아담스
- 레모니 스니켓의 위험한 대결 - 짐 캐리
- 스파이더맨 2 - 알프리드 몰리나

### 최고의 코믹연기상
- 미트 페어런츠 2 - 더스틴 호프만 수상
- 슈렉 2 - 안토니오 반데라스
- 앵커맨 - 윌 페렐
- 피구의 제왕 - 벤 스틸러
- Mr. 히치 - 당신을 위한 데이트 코치 - 윌 스미스

### 최고의 호흡상
- 퀸카로 살아남는 법 - 린제이 로한 & 레이첼 맥아덤즈 수상
- 인크레더블 - 크레이그 T. 넬슨 & 사라 보웰
- 앵커맨 - W.페럴 & P.루디 & D.코크너 & S.카렐
- 피구의 제왕 - V.보헨 & C.타일러& J.롱 & A.테딕
- 해롤드와 쿠마 - 존 조 & 칼 펜

### 최고의 액션장면
- 투모로우 수상
- 스파이더맨 2
- 에비에이터
- 본 슈프리머시
- 팀 아메리카 : 세계 경찰

### 최고의 뮤지컬 퍼포먼스
- 나폴레옹 다이너마이트 - 존 헤저 수상
- 해롤드와 쿠마 - 존 조 & 칼 펜
- 앵커맨 - 윌 페렐, 폴 루드, 데이비드 코에너 & 스티브 카렐
- 완벽한 그녀에게 딱 한가지 없는 것 - 제니퍼 가너 & 마크 러팔로

### 최고의 공포 퍼포먼스
- 숨바꼭질 - 다고타 패닝 수상
- 커스드 - 마이아
- 사탄의 인형 5 - 씨드 오브 처키 - 제니퍼 틸리
- 쏘우 - 캐리 엘위스
- 그루지 - 사라 미쉘 겔러

### MTV 제너레이션상
- 톰 크루즈 수상